# Omegophora
Omegophora is een geslacht van straalvinnige vissen uit de familie van de kogelvissen (Tetraodontidae).

## Soorten
- Omegophora armilla (Waite & McCulloch, 1915)
- Omegophora cyanopunctata Hardy & Hutchins, 1981